# Bärbel Bolle

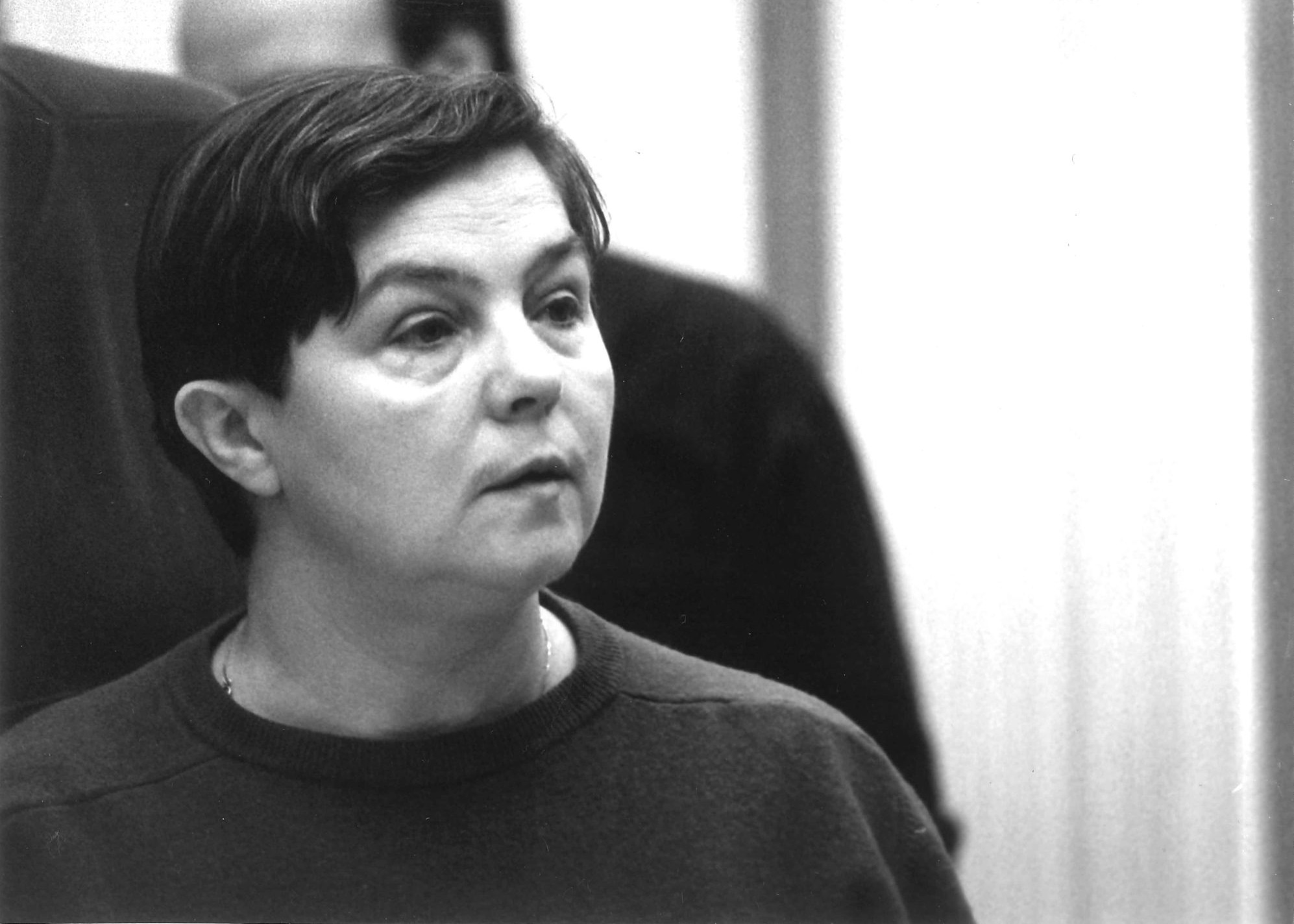
Die Schauspielerin Bärbel Bolle bei einer Hörspielproduktion Anfang der 90er Jahre in einer Porträtaufnahme des Berliner Fotografen Werner Bethsold.

Bärbel Bolle (* 24. August 1941 in Parchim; † 21. März 2015 in Berlin) war eine deutsche Schauspielerin, die in Film-, Fernseh- und Theaterproduktionen mitgewirkt hat.

## Leben und Leistungen

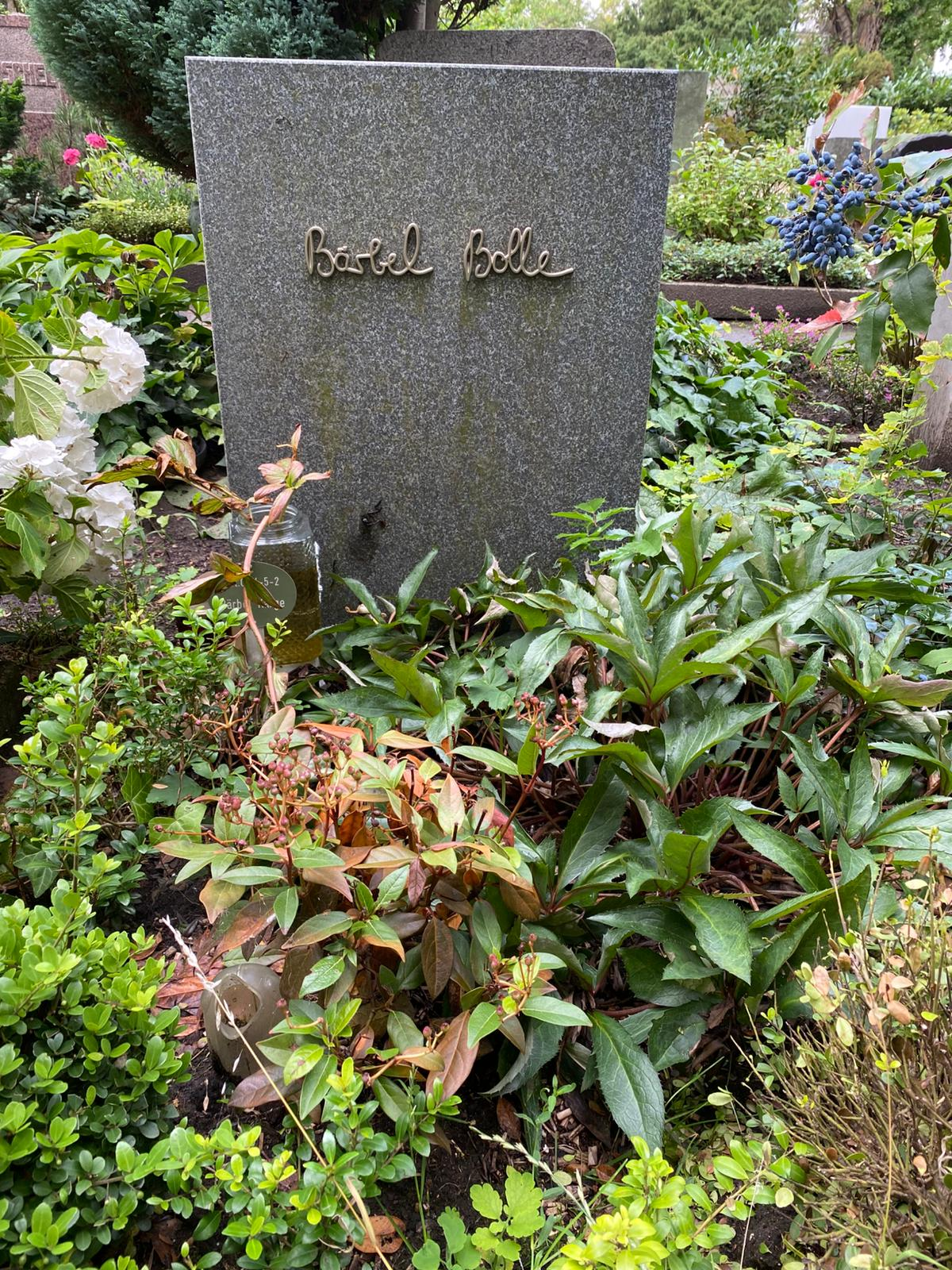
Grabstätte

Nach absolviertem Schauspielstudium an der Staatlichen Hochschule für Schauspielkunst in Berlin-Niederschöneweide nahm sie 1962 ein Engagement am Deutschen Theater im Ostteil Berlins an, bis Ende der 90er Jahre. Sie spielte hier vornehmlich in Rollen jugendlicher Frauen (z. B. Gretchen in "Faust"), übernahm aber auch gelegentliche Rollen in Film- und Fernsehproduktionen der DEFA und des Deutschen Fernsehfunks (DFF), wie etwa in Ulrich Theins Film Der Andere neben dir (1963) oder in dem Märchenfilm Das Licht der Liebe (1991). Sie arbeitete auch an der Schaubühne Berlin, in Zürich und Düsseldorf (Regie: Andrea Breth).
Nach langer Bühnenabstinenz holte sie Frank Castorf 2009 an die Volksbühne Berlin. Sie spielte dort in Inszenierungen von Castorf und Pollesch und außerdem am Heimathafen Neukölln (Regie: Andreas Merz). Für ihre letzte Vorstellung stand sie am 16. Januar 2015 auf der großen Bühne der Volksbühne.
Bärbel Bolle hinterließ zwei Töchter aus der Ehe mit Manfred Karge, darunter die Kostümbildnerin Jessica Karge. Sie wurde auf dem Friedhof der Dorotheenstädtischen und Friedrichswerderschen Gemeinden in Berlin-Mitte bestattet.

## Filmografie
- 1962: Anonymer Anruf (TV)
- 1963: Blaulicht: Heißes Geld (TV-Reihe)
- 1963: Es geht nicht ohne Liebe (TV)
- 1963: Der Andere neben dir
- 1963: Die Spur führt in den 7. Himmel (TV-Serie)
- 1964: Ein Mann für meine Frau (TV)
- 1964: Pension Boulanka[3]
- 1965: Entlassen auf Bewährung
- 1965: Blaulicht: Auftrag Mord (TV-Reihe)
- 1968: Die entführte Braut (TV)
- 1975: Aus meiner Kindheit
- 1975: Juno und der Pfau (Theateraufzeichnung)
- 1975: Schwester Agnes (TV)
- 1976: Was kostet Martin die Welt? (TV)
- 1976: Unser stiller Mann
- 1980: Johann Sebastian Bachs vergebliche Reise in den Ruhm
- 1980: Dach überm Kopf
- 1981: Die Mutter (TV)
- 1981: Bau’n se billig, Schinkel oder Der Bau des neuen Schauspielhauses zu Berlin (TV)
- 1982: Die fidele Bäckerin
- 1982: Stella (Fernsehfilm)
- 1989: Leb’ wohl, Joseph
- 1990: Motivsuche
- 1991: Das Licht der Liebe
- 1992: Banale Tage
- 1992: Herzsprung
- 1994: Oben – Unten
- 2010: Die Operation
- 2015: Korridor Nr. 50

## Theater
- 1962: Peter Hacks: Die Sorgen und die Macht (Parteisekretärin) – Regie: Wolfgang Langhoff (Deutsches Theater Berlin)
- 1962: Saul O’Hara: Inspektor Campbells letzter Fall – Regie: Wolfgang Langhoff/Lothar Bellag (Deutsches Theater Berlin – Kammerspiele)
- 1963: Rolf Schneider: Prozeß Richard Waverly – Regie: Wolf-Dieter Panse (Deutsches Theater Berlin – Kammerspiele)
- 1964: Molière: Tartuffe (Mariane) – Regie: Benno Besson (Deutsches Theater Berlin – Kammerspiele)
- 1964: Peter Hacks (nach Offenbach/Meilhac/Halévy): Die schöne Helena – Regie: Benno Besson (Deutsches Theater – Kammerspiele)
- 1965: Jewgeni Schwarz: Der Drache – Regie: Benno Besson (Deutsches Theater Berlin)
- 1967: William Shakespeare: Maß für Maß (Isabella) – Regie: Adolf Dresen (Deutsches Theater Berlin)
- 1967: Maxim Gorki: Feinde (Nadja) – Regie: Wolfgang Heinz (Deutsches Theater Berlin)
- 1967: Nikolai Gogol: Heirat (Leibeigene) – Regie: Hans-Diether Meves (Deutsches Theater Berlin – Kammerspiele)
- 1967: Friedhold Bauer: Baran oder die Leute im Dorf (Magd Erika) – Regie: Friedo Solter (Deutsches Theater Berlin – Kammerspiele)
- 1968: Johann Wolfgang von Goethe: Faust. Der Tragödie erster Teil (Margarete) – Regie: Wolfgang Heinz/Adolf Dresen (Deutsches Theater Berlin)
- 1968: Hermann Kant: Die Aula – Regie: Uta Birnbaum (Deutsches Theater Berlin)
- 1970: Claus Hammel: Le Faiseur oder Warten auf Godeau (Mercadets Tochter) – Regie: Hans Bunge/Heinz-Uwe Haus/Hans-Georg Simmgen (Deutsches Theater)
- 1971: Rolf Schneider: Einzug ins Schloß – Regie: Hans-Georg Simmgen (Deutsches Theater Berlin)
- 1974: Nikolai Haitow: Wege (Ledige Kindsmutter) – Regie: Uwe-Detlef Jessen (Deutsches Theater Berlin – Kammerspiele)
- 1974: Maxim Gorki: Die falsche Münze (Lüsternes Weibchen) – Regie: Ulrich Engelmann (Deutsches Theater Berlin – Kammerspiele)
- 1975: Heinrich von Kleist: Der zerbrochne Krug (Eve) – Regie: Adolf Dresen (Deutsches Theater Berlin)
- 1975: Heinrich von Kleist: Prinz Friedrich von Homburg oder die Schlacht bei Fehrbellin (Prinzessin Natalie) – Regie: Adolf Dresen (Deutsches Theater Berlin)
- 1976: Wassili Schukschin: Der Standpunkt (Braut) – Regie: Wolfgang Heinz (Deutsches Theater Berlin)
- 1976: Wassili Schukschin: Tüchtige Leute (Sonja) – Regie: Wolfgang Heinz (Deutsches Theater Berlin)
- 1977: Heinrich von Kleist: Michael Kohlhaas – Regie: Adolf Dresen (Deutsches Theater Berlin)
- 1980: Helmut Bez: Jutta oder die Kinder von Damutz (Juttas Mutter) – Regie: Friedo Solter (Deutsches Theater Berlin – Plenarsaal der Akademie der Künste)
- 1980: Sophokles: Elektra (Chrysotemis) – Regie: Friedo Solter (Deutsches Theater Berlin – Plenarsaal der Akademie der Künste)
- 1980: Federico García Lorca: Bernarda Albas Haus (Amelia) – Regie: Piet Drescher (Deutsches Theater Berlin)
- 1981: Edward Albee: Der Amerikanische Traum – Regie: Horst Lebinsky (Deutsches Theater Berlin)
- 1981: Jean-Claude Grumberg: Dreyfus (Sina) – Regie: Ulrich Engelmann (Deutsches Theater Berlin – Berliner Arbeiter-Theater)
- 1984: Federico García Lorca: Yerma (Schwägerin) – Regie: Klaus Erforth (Deutsches Theater Berlin – Kammerspiele)
- 1988: Michail Bulgakow: Paris, Paris – Regie: Frank Castorf (Deutsches Theater Berlin)
- 1989: Mehrere Autoren: Mißlungener Abend – Regie: Wera Herzberg (Theater unterm Dach)
- 1990: Lothar Trolle: Barackenbewohner – Regie: Wera Herzberg (Theater unterm Dach)
- 1990: Maxim Gorki: Nachtasyl (Nastja) – Regie: Friedo Solter (Deutsches Theater Berlin)
- 1990: Henrik Ibsen: John Gabriel Borkmann – Regie: Frank Castorf (Deutsches Theater Berlin)
- 1992: Lothar Trolle: Hermes in der Stadt – Regie: Frank Castorf (Deutsches Theater Berlin)
- 1992: Alexander Ostrowski: Der Wald (Haushälterin) – Regie: Thomas Langhoff (Deutsches Theater Berlin)
- 1993: Henrik Ibsen: Hedda Gabler (Hausmädchen) – Regie: Andrea Breth (Schaubühne am Lehniner Platz)
- 2009: Friedrich von Gagern: Ozean – Regie: Frank Castorf (Volksbühne Berlin)
- 2010: Jakob Michael Reinhold Lenz: Die Soldaten – Regie: Frank Castorf (Volksbühne Berlin)
- 2010: Nach Anton Tschechow: Nach Moskau! Nach Moskau! – Regie: Frank Castorf (Volksbühne Berlin)
- 2012: Fjodor Dostojewski: Die Wirtin – Regie: Frank Castorf (Volksbühne Berlin)
- 2013: Anton Tschechow: Das Duell – Regie: Frank Castorf (Volksbühne Berlin)

## Hörspiele (Auswahl)
- 1967: Horst Girra: Brennpunkt Autowolf – Regie: Joachim Gürtner (Kriminalhörspiel – Rundfunk der DDR)
- 1968: Michail Schatrow: Bolschewiki – Regie: Wolf-Dieter Panse (Hörspiel – Rundfunk der DDR)
- 1969: Emmanuel Roblès/Philippe Derrez: Männerarbeit – Regie: Edgar Kaufmann (Hörspiel – Rundfunk der DDR)
- 1969: Friedrich Schiller: Die Verschwörung des Fiesco zu Genua (Berta, Tochter Verrinas) – Regie: Peter Groeger (Hörspiel – Rundfunk der DDR)
- 1970: Samuil Aljoschin: Der Diplomat (Marcella) – Regie: Hannelore Solter (Hörspiel – Rundfunk der DDR)
- 1971: Günther Rücker: Portrait einer dicken Frau (Tochter) – Regie: Günther Rücker (Hörspiel – Rundfunk der DDR)
- 1972: Rolf Schneider: Einzug ins Schloß (Ulla, Priskoleits Tochter) – Regie: Theodor Popp (Hörspiel – Rundfunk der DDR)
- 1972: Guy Foissy: Am Anfang der Reise – Regie: Peter Groeger (Hörspiel – Rundfunk der DDR)
- 1973: Lia Pirskawetz: Spinnen-Palaver (Spinnenfrau) – Regie: Barbara Plensat (Hörspiel – Rundfunk der DDR)
- 1974: James Ngugi: Der schwarze Eremit – Regie: Albrecht Surkau (Hörspiel – Rundfunk der DDR)
- 1976: Rudolf Braune: Das Mädchen an der Orga Privat (Trude) – Regie: Barbara Plensat (Hörspiel – Rundfunk der DDR)
- 1980: Gerhard Rentzsch: Der Haken (Des Fischers Frau) – Regie: Barbara Plensat (Hörspiel – Rundfunk der DDR)
- 1980: Georg Büchner: Dantons Tod (Lucile) – Regie: Joachim Staritz (Hörspiel – Rundfunk der DDR)
- 1980: Peter Gosse: Leben lassen – Regie: Barbara Plensat (Hörspiel – Rundfunk der DDR)
- 1980: Elisabeth Panknin: Prinz Rosenrot und Prinzessin Lilienweiß oder die bezauberte Lilie (Prinzessin) – Regie: Joachim Staritz (Kinderhörspiel – Rundfunk der DDR)
- 1981: Joachim Priewe: Heinrich Vogeler (Martha) – Regie: Barbara Plensat (Hörspiel – Rundfunk der DDR)
- 1982: Anton Tschechow: Herzchen – Regie: Barbara Plensat (Hörspiel – Rundfunk der DDR)
- 1982: Johann Wolfgang von Goethe: Die neue Melusine (Melusine) – Regie: Petra Wellner (Kinderhörspiel – Rundfunk der DDR)
- 1982: Thomas Valentin: Grabbes letzter Sommer – Regie: Manfred Karge (Hörspiel – Rundfunk der DDR)
- 1983: Wera und Claus Küchenmeister: Elend und Glanz des Wilhelm Knaupe, genannt Bello – Regie: Achim Scholz (Hörspiel – Rundfunk der DDR)
- 1984: Bertolt Brecht: Furcht und Elend des Dritten Reiches – Regie: Achim Scholz (Hörspiel (4 Teile) – Rundfunk der DDR)
- 1986: Georg Büchner: Woyzeck (Käte) – Regie: Joachim Staritz (Hörspiel – Rundfunk der DDR)
- 1991: Jacob Grimm/Wilhelm Grimm: Sex-Märchen zur Nacht (Frau Swinigel) – Regie: Barbara Plensat (Märchen für Erwachsene – Funkhaus Berlin)
- 1991: Simone Schneider: Lullaby (Peck) – Regie: Martin Daske (Hörspiel – BR)
- 1991: Gerhard Zwerenz: Des Meisters Schüler – Regie: Hans Gerd Krogmann (Hörspiel – Sachsen Radio)
- 1992: Friedrich Gorenstein: Streit um Dostojewski – Regie: Walter Niklaus (Hörspiel – SFB/DS Kultur)
- 1994: Peter Mohr: Zur letzten Instanz (Mutter) – Regie: Holger Rink (Hörspiel – ORB)
- 1999: Isaak Babel: Die Reiterarmee (Schwangere) – Regie: Joachim Staritz (Hörspiel (3 Teile) – MDR/DLR)
- 2007: Christoph Kalkowski/Matthias Wittekindt: Der Kongreß der Supervisionäre (Mutter) – Regie: Christoph Kalkowski (Hörspiel – RBB)
- 2008: Dunja Arnaszus: Zeppelini (Baba) – Regie: Ulrich Gerhardt (Hörspiel – RBB/DLF)
- 2013: E. M. Cioran: Vom Nachteil, geboren zu sein – Regie: Kai Grehn (Hörspiel – SWR)
- 2013: Sarah Khan: Die Gespenster von Berlin (Alte Frau) – Regie: Clemens Schönborn (Hörspiel – RBB)
- 2013: Mark Twain: Der geheimnisvolle Fremde (Ursula) – Regie: Kai Grehn (Hörspiel – DLR)

## Auszeichnungen
- 1981: II. Leistungsvergleich der Schauspiel- und Musikensembles der DDR: Sonderpreis für hervorragende Einzelleistung als Frau Pahl in Jutta und die Kinder von Damutz